# Albert I. (Görz)
Albert I., Graf von Görz und Tirol (* um 1240/41) aus dem Geschlecht der Meinhardiner wurde als zweiter Sohn des Grafen Meinhard III. von Görz und Tirol (I.) und der Adelheid, Tochter von Albert III., des letzten Grafen aus dem Hause Tirol, geboren. Er starb  Anfang / (3.) September 1304 in Lienz und wurde nach den Annales Foroiulienses im Kloster Rosazzo / Friaul beigesetzt.

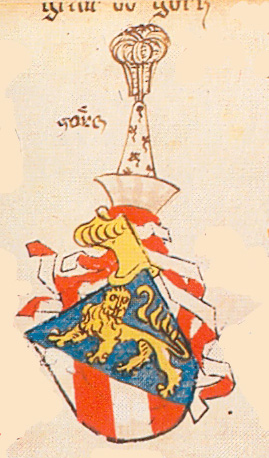
Wappen der Albertiner Linie, Grafen von Görz, im Ingeram-Codex, 1459

## Wirken als Görzerischer Landesfürst
Albert I. befand sich beim Tod seines Vaters (12. Jan.-18. Febr. 1258) mit seinem älteren Bruder Graf Meinhard II.von Tirol und Görz (IV.) noch in der Geiselhaft auf der Burg Hohenwerfen. In diese missliche Lage kamen die Brüder im Austausch für ihren Großvater Graf Albert III. von Tirol um die Jahreswende 1252/53, nach dem missglückten Angriff von Graf Albert III. und ihres Vaters Meinhard III. von Görz auf das Stiftland des Erwählten (Erzbischofs) Philipp von Salzburg. In der Interimszeit bis zur Entlassung seines Bruders Meinhard II. von Tirol  Anfang 1259 weisen mehrere Urkunden auf eine Verwaltung durch die Mutter Adelheid von Tirol hin. Albert I. kam  1261 frei, er urkundet erstmals am 28. August 1261 in Aibling. Mit seinem Bruder teilt er sich der  Verwaltung der Gebiete: er übernahm die görzischen Lande, sein Bruder Meinhard II. aber die neuerworbene Grafschaft Tirol. Am 4. März 1271 fand dann auf dieser Grundlage eine förmliche Länderteilung statt, nach welcher Albert I. die Besitzungen seines Hauses im Görzischen, in Friaul, Istrien, Krain und Kärnten sowie im Pustertal östlich von der Mühlbacher Klause erhielt. Eine Reihe von Rechten und Einnahmen (z. B. Münze, Zölle) sollten weiter gemeinsam akquiriert und dann aufgeteilt werden. Wie sein Bruder nach Vergrößerung seiner Gebiete strebend, geriet er als Vogt mit dem Patriarchen von Aquileia in Streit. Albert ging bei der Erweiterung seines Machtbereichs  rücksichtslos vor. Die Auseinandersetzungen gipfelten mit der Gefangennahme des Patriarchen Gregor 1267 und der Ermordung des Bischofs Albert von Concordia (1268). Graf Albert I. wurde vom apostolischen Legaten, auch wegen der Unterstützung des Staufers Konradin, exkommuniziert. Durch die zusätzliche Einmischung von König Ottokar II. Premysl wurde die Machtstellung Alberts gegenüber dem Patriarchat geschwächt. Später führte die laufende Expansion von Venedig wieder zu gemeinsamen Handeln von Patriarchat und Graf Albert I. Beim Ausbruch des Krieges zwischen Ottokar von Böhmen und Rudolf I. von Habsburg schloss er sich, wie sein Bruder, dem letzteren an und machte zur Unterstützung desselben einen Angriff auf Krain und die Windische Mark (1276).
Albert I. war zweimal verheiratet: das erste Mal ab 1266 mit Euphemia von Glogau, Tochter des Herzogs Konrad II. von Schlesien-Glogau. Das zweite Mal ab Mai 1275 mit Euphemia, Tochter des Grafen Hermann von Ortenburg. Seine zweite Frau war ihm bereits durch eine Ehevereinbarung im Jahr 1256 zugesprochen worden, die wegen der fortdauernden Geiselhaft nicht zustande kam. Sie hatte dann den Grafen Konrad II. von Plain und Hardeck geheiratet, der bereits im Juni 1260 in der Schlacht bei Staatz gegen die Ungarn fiel. Euphemia erscheint urkundlich letztmals am 1. Februar 1304 bei der Bestätigung ihrer Heiratsgutanweisung durch König Albrecht I. Nach der Klosterchronik wurde sie im Kreuzgang des Dominikanerinnenklosters Maria Heimsuchung in Lienz beigesetzt. Graf Albert I. hatte drei Kinder: Nach dem Ehevertrag vom 29. Mai 1275 stammt der ältere Sohn, Heinrich II. von Görz, aus  der ersten Ehe. Albert II. von Görz. und eine Tochter Clara Euphemia sind Kinder der zweiten Ehe. Ab ca. 1292 überließ Graf Albert I. die Führung weitgehend seinem Sohn Heinrich II. von Görz. Vor seinem Tod teilte er am 25. Oktober 1303 seine Länder unter seinen Söhnen Heinrich II. und Albert II. von Görz auf.